# Polygynie (biologie)
Polygynie is in de dierenwereld een paringssysteem waarbij één mannetje, in één voortplantingsseizoen, met meerdere vrouwelijke exemplaren voor de voortplanting zorgt, waarbij de exacte definitie afhankelijk is van de desbetreffende diergroep. 
Soorten die in groepen leven, waarbij één dominant mannetje geen andere volwassen mannetjes in de groep duldt, zijn vaak polygyn. Een voorbeeld hiervan is de berggorilla. 

## Mieren
Bij mieren is polygynie het verschijnsel dat meerdere eierenleggende koninginnen in een kolonie voor de voortplanting zorgen. Dit is gebruikelijk bij soorten die superkolonies vormen. Bij de meeste soorten is monogynie echter de regel. 
Daarnaast komt bij mieren ook polyandrie voor, waarbij een nest een groot aantal (gevleugelde) mannetjes bevat. Eén mannetje kan in het nest meerdere vrouwtjes bevruchten, zodat er tevens sprake is van polygynie, maar de meeste mannetjes vliegen uit tijdens de bruidsvlucht, waarbij ze in de lucht proberen te paren met een vrouwtje uit een ander nest.
Zowel polygynie als polyandrie zorgen er voor dat een grote genetische diversiteit in de kolonie blijft verzekerd.